# Helluland

Isola di Baffin, Nunavut, Canada

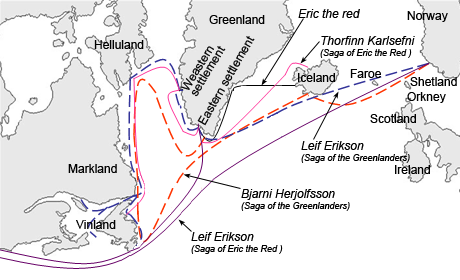
Le diverse rotte seguite da alcuni personaggi delle saghe islandesi, soprattutto quelle di Erik il Rosso e dei Groenlandesi. I nomi sono versioni in inglese moderno degli antichi nomi norvegesi

Helluland è uno dei tre territori descritti nelle saghe norrene note come Saga di Erik il Rosso e Grœnlendinga saga. Helluland e Markland, secondo queste fonti vichinghe medievali, furono prima individuate da Bjarni Herjólfsson, un mercante islandese del secolo X, e raggiunte successivamente dall'esploratore Leifr Eiríksson, anche lui islandese, intorno al 1000.
Secondo gli studiosi moderni, Helluland corrisponderebbe alla parte meridionale dell'Isola di Baffin nel Nunavut in Canada. Il nome significherebbe "terra delle pietre piatte" e deriverebbe dal panorama che si sarebbe presentato agli esploratori norreni che la visitarono per primi.
Helluland fu la prima delle tre terre visitate da Leifr Eiríksson, ma questi decise di non fondarvi nessuna colonia perché il territorio era inospitale; continuò invece verso Markland (probabilmente la costa orientale della penisola del Labrador) e successivamente verso la più ospitale Vinland (forse l'odierna Terranova) o altre zone ancora più a sud.
Secondo la narrazione delle saghe islandesi, gli esploratori norreni entrarono in contatto con gli indigeni della regione, ai quali diedero il nome di skræling (termine che significa barbari), che probabilmente appartenevano alle popolazioni che vengono classificate dagli antropologi moderni come "cultura Dorset".